# Arthur Hanse
Arthur Hanse (* 10. Februar 1993 in Paris, Frankreich) ist ein französisch-portugiesischer Skirennläufer.

## Biographie
Hanse wurde als Kind portugiesischer Auswanderer in Frankreich geboren und startete zuerst für den französischen Skiverband. In Hinblick auf die Olympischen Winterspiele 2014 in Sotschi wechselte er im Herbst 2013 nach Portugal. Hanse hatte vor Olympia an keinen hochrangigen Wettbewerben wie dem Ski-Weltcup oder dem Europacup teilgenommen, einzig bei FIS-Rennen und anderen niederrangigen Rennen war er an den Start gegangen. Das beste Ergebnis in einem FIS-Rennen war dabei ein 34. Platz.
In Sotschi bildete Arthur Hanse zusammen mit der Skiläuferin Camile Dias die portugiesische Olympiamannschaft, bei der Eröffnungsfeier war Hanse der Fahnenträger. Er startete im Riesenslalom sowie im Slalom, beide Rennen konnte er nicht beenden. In Riesenslalom fiel er im zweiten Durchgang aus, im Slalom scheiterte er bereits in Durchgang eins.
Nach Olympia nahm Hanse an den Ski-Juniorenweltmeisterschaften teil und erreichte Rang 44 im Slalom.

## Erfolge

### Olympische Winterspiele
- Sotschi 2014: DNF Riesenslalom, DNF Slalom
- Pyeongchang 2018: 38. Slalom, 66. Riesenslalom

### Weltmeisterschaften
- St. Moritz 2017: DNF Riesenslalom, DNF Slalom

### South America Cup
- 1 Platzierung unter den besten 10

### Junioren-Weltmeisterschaften
- Jasná 2014: 44. Slalom

### Sonstige Erfolge
- Ein Podestplatz bei FIS-Rennen